# ちゅーピープール
ちゅーピープールは広島県廿日市市大野にあるレジャー施設のちゅーピーパーク内にあるプール施設。
中國新聞社が所有するが、以前はチチヤス乳業がチチヤスハイパークとして営業、2007年の名称変更のみで施設はほとんど変わっていない。
2024年9月1日に営業を終了した。2025年の春に解体工事が完了。跡地は、広島東洋カープが取得し、現在およそ500メートル離れた海沿いにあるカープ大野練習場と大野寮が、2029年末ごろに移転する予定。

## 概要
夏季のみ営業。

## 施設
- プール類
  - 波のりプール
  - 流れるプール
  - キッズプール
  - ベビープール
  - ダイヤモンドプール
  - 子どもプール
  - ウォータースライダー
- その他
  - 入場ゲート
  - 総合案内所、救護室
  - トイレ
  - コインロッカー
  - 男子更衣室
  - 女子更衣室
  - 浮き輪売店
  - うどん売店
  - ソフト屋
  - レンタルグッズ受付
  - 屋台コーナー
  - 授乳室
  - ミニくじらー
  - 喫煙所[2]

## 交通アクセス
- 前空駅から徒歩10分。[3]